# Schlacht bei Lutterberg (1758)
Hastenbeck – Rheinberg – Krefeld – Sandershausen – Mehr – Lutterberg 1758 – Bergen – Minden – Gohfeld – Fulda – Korbach – Emsdorf – Warburg – Rhadern – Kloster Kampen – Langensalza – Saalfeld – Vellinghausen – Arnsberg – Wilhelmsthal – Lutterberg 1762 – Brücker Mühle
Die Schlacht bei Lutterberg fand am 10. Oktober 1758 während des Siebenjährigen Krieges im heutigen Südniedersachsen in der Nähe von Lutterberg statt. Da dort 1762 eine weitere Schlacht stattfand, wird sie auch als Erste Schlacht bei Lutterberg bezeichnet.
Es kämpften etwa 42.000 französische Soldaten unter dem Kommando von Charles de Rohan, prince de Soubise gegen etwa 14.000 britische, hannoversche und hessen-kasselsche Soldaten unter General Christoph Ludwig von Oberg und Generalleutnant Johann Casimir von Isenburg-Birstein.
Die alliierten Truppen unter Oberg hatten eine Stellung zwischen Speele und Sichelnstein auf dem Abfall der Höhen gegen Landwehrhagen, Benterode und Sichelnstein eingenommen. Der rechte Flügel lehnte am Talrand der Fulda bei Speele, der linke Flügel am Gehölz auf dem Plateau zwischen Brockhof und Sichelnstein, das Zentrum stand gegen Benterode.
Prinz Soubise schickte 25 Bataillone, 18 Eskadronen, 24 Kanonen und 3 Freicorps unter François de Chevert, um das Korps Oberg zu umgehen, gleichzeitig sollte die Hauptmacht im Zentrum angreifen. Oberg hatte das bemerkt und schickte General Georg Ludwig von Zastrow mit 2 Bataillonen und 2 Eskadronen auf die linke Flanke. Im Sichelnsteiner Wäldchen stieß die Truppe auf die Vorhut von Chevert und warf diese mit Verlust auf die Haupttruppe zurück.
Inzwischen stellte die französische Armee 21 Bataillone im ersten Treffen, 22 Bataillone im zweiten Treffen und 5 Bataillone in Reserve auf. Die Kavallerie bestand aus 54 Eskadronen. Davon standen 24 Eskadronen auf dem rechten Flügel als drittes Treffen, 30 Eskadronen auf dem linken Flügel im zweiten Treffen. Die Artillerie war vor der Front in Batterien verteilt.
Gegen 14 Uhr stand die Division Chevert in drei Kolonnen vor Sichelnstein, um 16 Uhr rückte Soubise vor. Die alliierten Truppen wurden von der französischen Kavallerie geschlagen und waren zum Rückzug gezwungen. Gleichzeitig hatten 12 Bataillone Sachsen unter Generalmajor von Bock den Staufenberg angegriffen. General Georg Karl von Dyherrn hatte den Berg links umgangen und begann mit dem Angriff, er vertrieb die dort stationierten 5 Bataillone und 6 Eskadronen Hannoveraner und eroberte die schwere Artillerie, damit war die Schlacht entschieden. Oberg begann mit dem Rückzug auf Münden. Bei Lutterberg kam es zu einem Gedränge, da die abziehenden Truppen von der Artillerie beschossen wurden. Mehrere Geschütze gingen verloren.
Charles de Rohan erhielt im Ergebnis der Schlacht den Marschallstab. General François de Chevert wurde mit dem Grand Croix des Ordre royal et militaire de Saint-Louis ausgezeichnet.